# Clau dinamomètrica

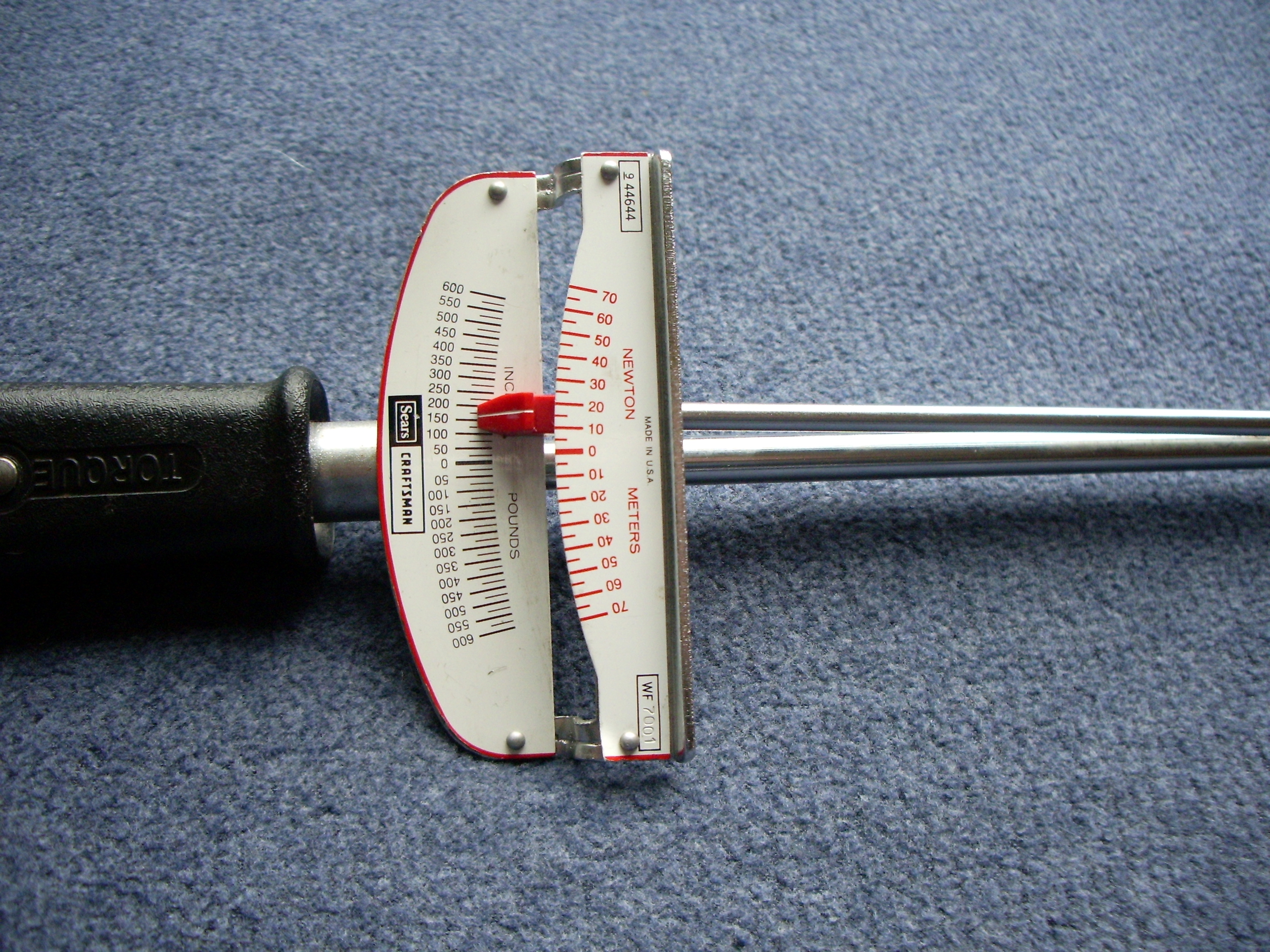
Clau dinamomètrica de rellotge comparador

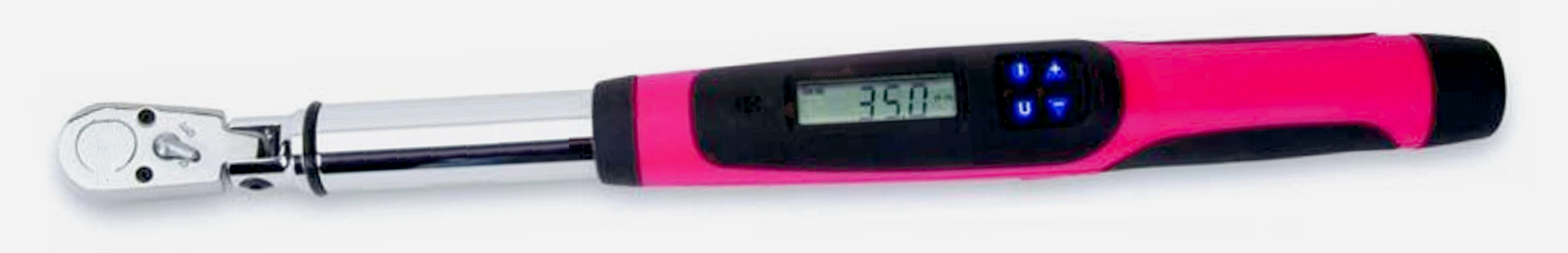
Clau dinamomètrica digital

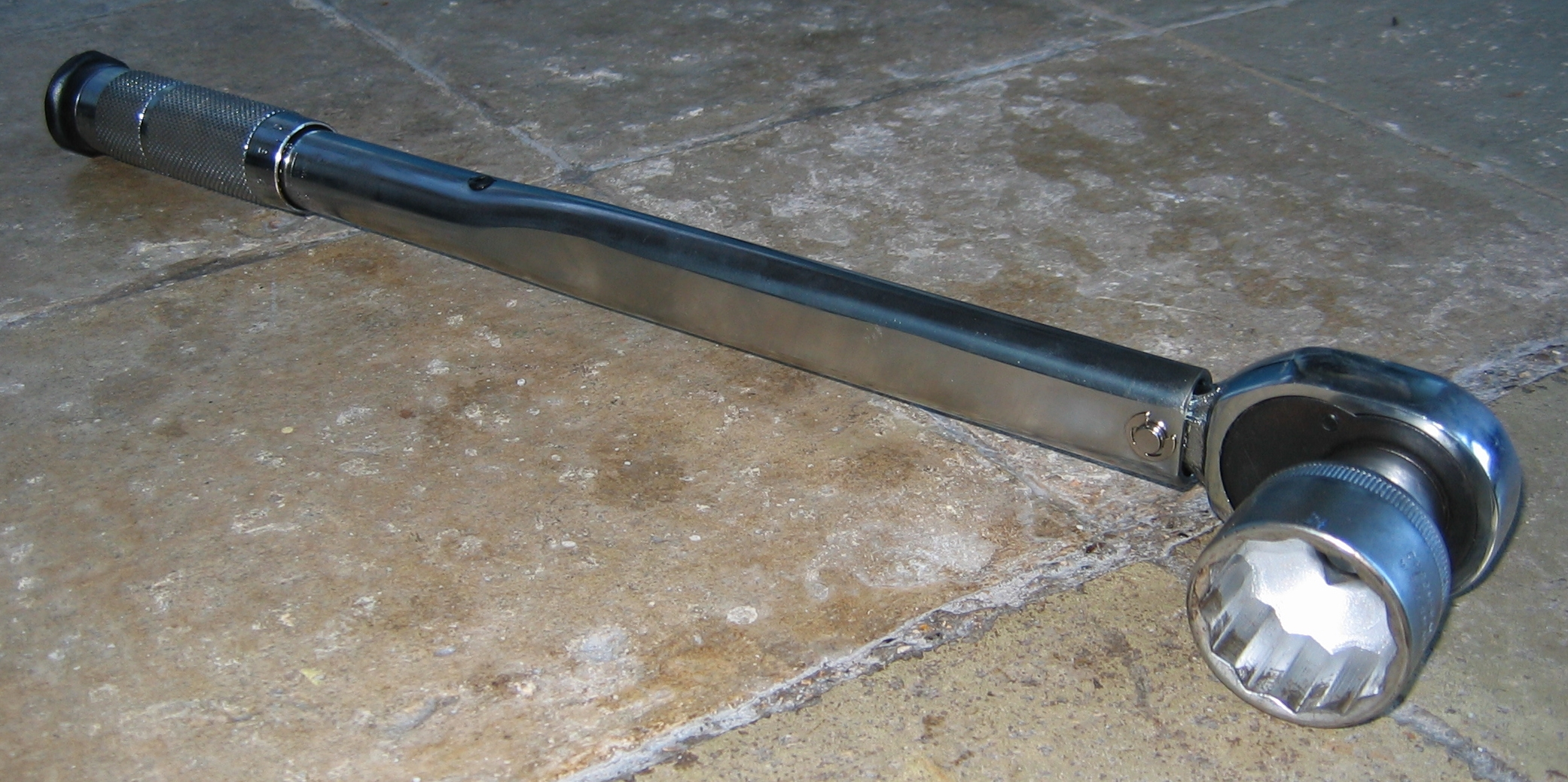
Clau dinamomètrica de salt

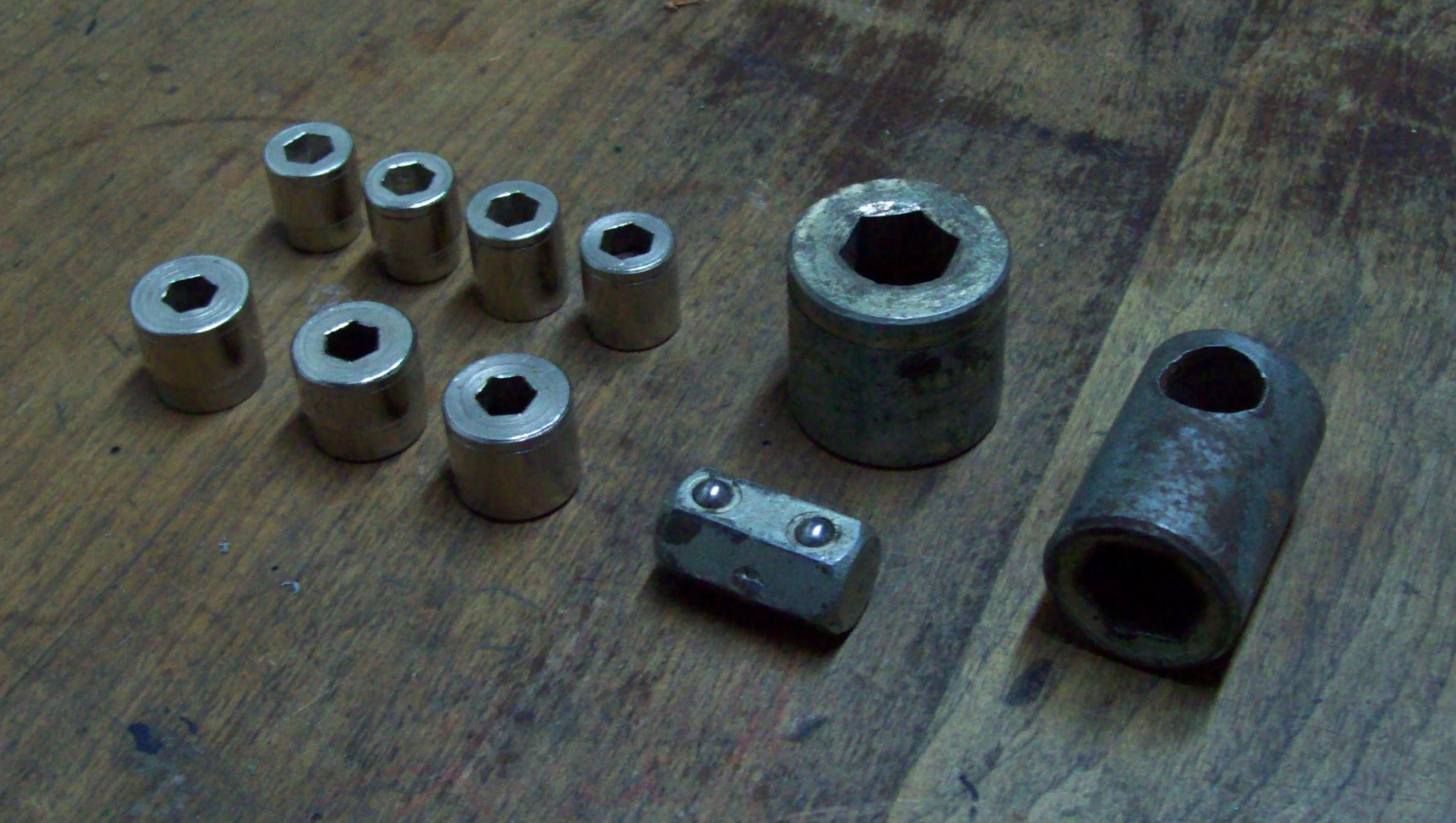
Accessoris per a clau de salt dinamomètrica clau de got

La clau dinamomètrica o clau de torsió és un estri per mesurar el moment de gir o parell de torsió de cargols per ajustar el parell de serratge d'elements roscats, a una valor en newton per metre.
Una clau dinamomètrica consisteix en una clau fixa de got que pot ser intercanviable amb claus de got d'altres dimensions, a la qual s'acobla un braç que incorpora un mecanisme en el qual es regula el parell de serratge, de manera que si s'intenta estrènyer més, salta el mecanisme que ho impedeix. Mai s'ha de forçar a mà un cargol que abans hagi estat collat amb el parell adequat ni utilitzar una clau dinamomètrica per afluixar cargols.

## Tipus
- Clau dinamomètrica digital. en el seu interior un circuit electrònic i una pantalla on es mostren els valors mesurats. Entre altres funcions, avisa mitjançant un so i per vibració, quan s'aconsegueix el parell de serratge ajustat prèviament. Pot mesurar en kgf per metre o decanewton per metre. Existeixen models que utilitzen el sistema anglosaxó de lliures força per polzada.[2]
- Clau dinamomètrica de rellotge comparador. Consta d'una esfera de dial en la qual es mostra mitjançant una agulla mòbil el valor del parell de serratge mesurat.
- Clau dinamomètrica de salt. Conté un sistema mecànic regulable a través d'un nonius, que allibera la tensió de la clau quan s'aconsegueix el parell de serratge pre-ajustat. S'usa per aplicar un parell de serratge determinat de forma repetitiva en les cadenes de muntatge en peces unides amb molts cargols iguals.
- Clau dinamomètrica de control. Conté un sensor que mesura el parell. Permet ajustar el limitador de parell de la taponadora. Per exemple: en una línia d'embotellament, és part de les eines del servei de manteniment per ajustar les torretes de serratge.